# Robert Abbot
Robert Abbot, född 1560 i Guildford, död 1618 i Salisbury, var en engelsk teolog, bror till George Abbot.
Abbot författade som universitetslärare i Oxford flera polemiska skrifter mot jesuiten Bellarmin samt blev 1615 biskop av Salisbury.